# 平戸海雄貴
平戸海 雄貴（ひらどうみ ゆうき、2000年4月20日 - ）は、長崎県平戸市出身で、境川部屋所属の現役大相撲力士。本名は坂口 雄貴（さかぐち ゆうき）。身長178cm、体重139.0kg、血液型はB型。得意技は寄り。最高位は西小結（2024年7月場所 - 9月場所）。

## 来歴
平戸市立紐差小学校1年次から地元の紐差相撲クラブで相撲を始めた。小学校4年次から6年次にわんぱく相撲全国大会に3年連続で出場している。他のスポーツも嗜んでおり、小学校時代は野球とバレーボールにも取り組んだ。平戸市立中部中学校在学中は2年次と3年次に全国中学校相撲選手権大会（全中）と全国都道府県中学生相撲選手権大会に出場し、3年次に全中でベスト8まで勝ち上がっている。中学校卒業後の進路は、複数の高校からの勧誘もあった中で大相撲入りを決断し、中学時代の全国大会で宿泊したことのある境川部屋に入門した。
中学校卒業に合わせて、2016年3月場所で初土俵を踏んだ。初土俵同期生には朝乃山、豊山、美ノ海らがいる。2017年初場所に郷里に因んだ四股名の「平戸海」に改名。一説には四股名に拘りの無い坂口の意向で郷里の名前を機械的に付けたという説もある。入門から3年後の2019年3月場所で幕下に初めて昇進し、同年11月場所以降は定着。2021年に入ると1月場所から5場所連続で勝ち越し、自己最高位の東幕下2枚目となった同年9月場所は5勝2敗の成績としたことで、ご当所の九州開催となる翌11月場所での新十両昇進が確実な状況になった。場所後に行われた番付編成会議により11月場所での新十両昇進が正式に決定した。
10月28日に相撲教習所で行われた合同稽古の後で勝ち越しを目指す旨を控えめに語ったが、ここで兄弟子の佐田の海に促されてすかさず十両優勝を宣言した。

### 十両昇進後
2021年11月場所、西十両13枚目で新十両となった。
しかし11月27日の14日目、王鵬に敗れた際に負傷した。日本相撲協会に「右足関節靱帯損傷でおよそ3週間の加療を要する見込み」との診断書を提出した。
14日目に診断書を提出したため、翌28日千秋楽の取組には組まれていないため、この場所は7勝7敗1休の成績で終えた。2022年1月場所は、千秋楽に関取として初めての勝ち越しを決めた。3月場所は7勝8敗と15日間出場して初の負け越しとなったが、5月場所では番付据え置きとなり、初日から4連勝するなど10日目迄に7勝を挙げたもののその後4連敗し千秋楽でようやく勝ち越しを決めた。東十両8枚目で迎えた7月場所では11日目に勝ち越し、最終的に初の2桁勝利となる10勝5敗の好成績を収め、他の十両及び幕内力士の成績との兼ね合いで、9月場所に新入幕を果たした。長崎県出身力士の新入幕は、兄弟子だった佐田の富士が2011年九州場所で新入幕を果たして以来およそ11年ぶりとなった。7月場所後に師匠の境川（元小結・両国）は60歳の誕生日を迎えており、丁度師匠の還暦祝いを自身の新入幕で行う形となった。新入幕会見では「ここまで上がれると思っていなかった。うれしいです」と語る一方、所要6年半での新入幕については「長く感じた」と感想を述べた。自身は2桁白星を目標に掲げ、師匠も三役昇進を期待したが、幕尻の西前頭16枚目で7勝8敗の負け越しに終わり、翌場所は十両陥落確実と思われたものの、他幕内力士、ならびに十両上位力士の成績との兼ね合いで、11月場所では西前頭16枚目据え置き、ご当地場所を幕内力士として迎えることとなった。11月場所は12日目に勝ち越しが確定し、自身初の幕内勝ち越し、最終的に2桁の10勝を挙げ、同場所の敢闘賞候補に挙がったが、三賞選考委員会による投票の得票数が出席過半数に満たず見送られた。15代武蔵川は場所終了直後のコラムで、審判部に三賞を渋られてはいるが十分受賞が相当だという趣旨の発言をしている。
2024年4月20日の春巡業横浜場所で24歳の誕生日を迎え、境川部屋の分家の武隈部屋所属で付き合いのある豪ノ山、床山の床千からケーキを贈られて祝福され、本人は「目標はもちろん三役」と宣言した。
東前頭2枚目で迎えた5月場所では、初日に大関・貴景勝を倒したものの、翌日から4連敗するなど10日目時点で4勝6敗と黒星が先行、しかし11日目から5連勝し9勝6敗で終えた。武蔵川親方もこの結果に「11勝した大栄翔も、9勝を挙げた平戸海も良かったね。なんでこのふたりに三賞をあげないの?」とコメント。
7月場所で西小結に昇進、新三役となる。24歳の誕生日に誓った目標を達成した形となった。新三役会見では、師匠を超える関脇昇進と三賞獲得を目標に掲げた。この場所は、12日目に師匠も果たせなかった三役での勝ち越しを決めただけでなく、「正攻法の相撲は技能に値する」との理由で、千秋楽の結果を問わず自身初の三賞となる技能賞を獲得し、三賞受賞に関しては有言実行となった。千秋楽も琴勝峰をとったりで破り、10勝5敗の2桁勝利で場所を終えた。しかし昇進枠が空かず、関脇2枚目にも入らなかったため、9月場所は西小結に据え置きとなった。新小結で10勝を挙げて翌場所も小結に留まるのは1985年（昭和60年）3月場所の北尾以来39年ぶり2人目。9月場所、初日に大関・琴櫻に敗れたものの2日目から4連勝、10日目を終えた時点で6勝4敗と白星先行も11日目から4連敗し負け越し、千秋楽は勝ったものの7勝8敗に終わった。11月場所前の11月1日には自身初の出稽古で豊昇龍らと23番の申し合いを行うなど精力的な稽古が伝えられた。

## 人物
- 協会公式プロフィールによると、好きな歌手はケツメイシ、好物は焼肉、オムライス、趣味はカラオケ[26]。
  - 好物のオムライスは自分で作るのも趣味。元々魚が好きであったが、上京してから肉も好物になった。2023年5月場所中の『FLASH』の記事では境川部屋から近い行きつけの焼肉店「焼肉舎人」で焼き肉を食べながら取材に応じていた様子が収められた。好きなドラマは韓国ドラマで、新型コロナウイルス感染拡大中も韓国ドラマの世話になった[27]。
- 目標とする力士は朝青龍、千代の富士。2024年5月場所終了後の相撲ライターの飯塚さきによるインタビューでは「朝青龍関の気合と千代の富士関のスピード」を手本にしたいと語っている[28]。

## 取り口
立ち会い鋭い出足で踏み込み、左前褌を取り右を差したのち一気に寄りたてる速攻を得意とする。本人は「自分に技はできない。死ぬ気でいくくらい、引いたら負けと思ってとっている」と会見で語っていた。突き押しでもある程度相撲を取ることができ、まわしにこだわらず一気に押し込んでいく相撲も見られる。
動きの良さが持ち味だが、相手に攻め込まれるとのけ反ってしまう癖を課題としている。
彼を知る多くの者から無類の稽古好きで知られ、2022年9月場所中の北の富士のコラムでも「体はさほど大きくはありませんが、鍛え上げた体はまるで写真で見た栃木山関のようだ」とまで評された。下位時代は多い時で1日50番の猛稽古で下地を作った。
2023年5月場所前の報道によると、土俵以外の時間では、師匠の境川親方の勧めで、千代の富士の動画をチェック。自身と同じく、左で前まわしを取る相撲を得意とした昭和の大横綱からヒントを得ているという。
2024年5月場所後に元武蔵丸の武蔵川親方のコラムで真っ向勝負のスピード相撲を評価され、スピードを落とさないようにこれ以上太らないことだと助言された。同年7月場所後の武蔵川親方のコラムでは、短躯に弱いが今後も頭を付けて細かい相撲を取って行けば良いと期待を寄せられた。元鶴竜の音羽山親方は場所後の『デイリー新潮』のコラムで、好成績の要因として、反りながら廻しを取る悪癖が改善され、能動的な前傾姿勢の押し相撲ができている指摘している。
同年7月場所4日目の大の里戦で立合い変化をして勝ったり、7日目の貴景勝戦でとっさのいなしによって仕留めたりと、注文相撲や動く相撲が目立った。花田虎上は「小兵だから」というニュアンスでこれを肯定している。一方で、9月場所4日目の王鵬戦で立合いの作戦で勝つような相撲に対して、師匠からもっと相手を弾き飛ばすような相撲を取るべきだと、この日のNHKテレビ解説で注文を付けられた。
2024年11月場所後の武蔵川親方のコラムでは、武蔵川親方が「これ以上体重を増やさないべきだ」という2024年5月場所後の助言を改め、体重を10kg増やすべきだとしている。

## エピソード
- 兄弟子の元三段目・響龍が取組中の事故で頸椎を損傷して入院していた際、平戸海はLINEで「一緒に頑張りましょう」とメッセージを送り、響龍は事故で手足が不自由な中「お前が（十両に）上がったら元気出るわ」と返信したが、響龍はそのまま帰らぬ人となった。「絶対決めます」と誓った2021年9月場所は、5勝目を挙げた場所13日目、既にこの世を去っていた響龍のアカウントに向けて、昇進確実の報告をLINEで送った[38]。
- 歌が得意。1980年代に流行した「ロンリー・チャップリン」から、2022年にヒットした優里の「べテルギウス」までレパートリーは幅広い[31]。

## 主な成績
2025年7月場所終了現在

### 通算成績
- 通算成績：306勝255敗8休（56場所）
- 幕内成績：138勝132敗（18場所）

### 三賞・金星
- 技能賞：1回（2024年7月場所）

### 場所別成績
| | 一月場所 初場所（東京） | 三月場所 春場所（大阪） | 五月場所 夏場所（東京） | 七月場所 名古屋場所（愛知） | 九月場所 秋場所（東京） | 十一月場所 九州場所（福岡） |
| --- | ----------------------- | ----------------------- | ----------------------- | --------------------------- | ----------------------- | --------------------------- |
| 2016年 （平成28年） | x                       | （前相撲）              | 西序ノ口19枚目 5–2      | 西序二段62枚目 休場 0–0–7   | 東序ノ口22枚目 6–1      | 西序二段41枚目 4–3          |
| 2017年 （平成29年） | 東序二段46枚目 2–5      | 東序二段46枚目 5–2      | 東序二段9枚目 4–3       | 東三段目91枚目 3–4          | 西序二段19枚目 3–4      | 東序二段40枚目 6–1          |
| 2018年 （平成30年） | 西三段目74枚目 4–3      | 東三段目55枚目 4–3      | 西三段目40枚目 3–4      | 西三段目55枚目 5–2          | 西三段目29枚目 4–3      | 西三段目16枚目 4–3          |
| 2019年 （平成31年 /令和元年） | 西三段目5枚目 4–3       | 西幕下55枚目 3–4        | 東三段目筆頭 5–2        | 東幕下41枚目 2–5            | 西三段目3枚目 5–2       | 東幕下45枚目 5–2            |
| 2020年 （令和2年） | 西幕下30枚目 2–5        | 西幕下50枚目 5–2        | 感染症拡大 により中止   | 東幕下34枚目 4–3            | 西幕下24枚目 5–2        | 西幕下13枚目 3–4            |
| 2021年 （令和3年） | 東幕下19枚目 5–2        | 西幕下12枚目 5–2        | 西幕下6枚目 4–3         | 西幕下4枚目 4–3             | 東幕下2枚目 5–2         | 西十両13枚目 7–7–1          |
| 2022年 （令和4年） | 東十両14枚目 8–7        | 東十両11枚目 7–8        | 東十両11枚目 8–7        | 東十両8枚目 10–5            | 西前頭16枚目 7–8        | 西前頭16枚目 10–5           |
| 2023年 （令和5年） | 西前頭10枚目 8–7        | 西前頭9枚目 7–8         | 西前頭9枚目 9–6         | 東前頭5枚目 5–10            | 西前頭8枚目 6–9         | 西前頭11枚目 9–6            |
| 2024年 （令和6年） | 西前頭8枚目 8–7         | 西前頭4枚目 9–6         | 東前頭2枚目 9–6         | 西小結 10–5 技              | 西小結 7–8              | 西前頭筆頭 4–11             |
| 2025年 （令和7年） | 東前頭5枚目 7–8         | 東前頭6枚目 9–6         | 西前頭3枚目 6–9         | 東前頭5枚目 8–7             | x                       | x                           |
| 各欄の数字は、「勝ち-負け-休場」を示す。 優勝 引退 休場 十両 幕下 三賞：敢=敢闘賞、殊=殊勲賞、技=技能賞 その他：★=金星 番付階級：幕内 - 十両 - 幕下 - 三段目 - 序二段 - 序ノ口 幕内序列：横綱 - 大関 - 関脇 - 小結 - 前頭（「#数字」は各位内の序列） |                         |                         |                         |                             |                         |                             |

## 合い口
いずれも2025年7月場所終了現在。
（以下は最高位が横綱・大関の現役力士）
- 横綱・豊昇龍には1勝7敗。豊昇龍の大関在位中は1勝4敗。豊昇龍の横綱昇進後は1敗。
- 横綱・大の里には2勝4敗。大の里の大関昇進後は2敗。
- 大関・琴櫻には1勝7敗。
- 元大関・髙安には3勝4敗。いずれも髙安の大関陥落後の対戦である。
- 元大関・朝乃山には3敗。いずれも朝乃山の大関陥落後の対戦である。
- 元大関・御嶽海には7勝。いずれも御嶽海の大関陥落後の対戦である。
- 元大関・正代には1勝3敗。いずれも正代の大関陥落後の対戦である。
- 元大関・霧島には3勝5敗。霧島の大関在位中は1勝1敗。

引退力士（横綱・大関）
- 元横綱・照ノ富士には1敗。
- 元大関・栃ノ心には2勝。いずれも栃ノ心の大関陥落後の対戦である。
- 元大関・貴景勝には2勝1敗。

### 幕内対戦成績
| 力士名   | 勝数 | 負数 | 力士名   | 勝数 | 負数 | 力士名 | 勝数 | 負数 | 力士名   | 勝数 | 負数 |
| -------- | ---- | ---- | -------- | ---- | ---- | ------ | ---- | ---- | -------- | ---- | ---- |
| 碧山     | 2    | 4    | 朝乃山   | 0    | 3    | 東龍   | 1    | 2    | 熱海富士 | 5    | 3    |
| 阿炎     | 5    | 2    | 一山本   | 5    | 5    | 宇良   | 4    | 3    | 遠藤     | 4    | 3    |
| 欧勝馬   | 2    | 1    | 阿武剋   | 2    | 0    | 阿武咲 | 2    | 4    | 王鵬     | 7    | 5    |
| 大の里   | 2    | 4    | 隠岐の海 | 1    | 0    | 輝     | 1    | 1    | 北の若   | 1    | 0    |
| 霧島     | 3    | 5    | 金峰山   | 2    | 3    | 豪ノ山 | 4    | 2    | 琴恵光   | 5    | 2    |
| 琴櫻     | 1    | 7    | 琴勝峰   | 5    | 2(1) | 正代   | 1    | 3    | 湘南乃海 | 1    | 1    |
| 大栄翔   | 2    | 7    | 大翔鵬   | 1    | 2    | 貴景勝 | 2    | 1    | 隆の勝   | 4    | 3    |
| 髙安     | 3    | 4    | 宝富士   | 2    | 0    | 尊富士 | 1    | 2    | 玉鷲     | 2    | 7    |
| 美ノ海   | 2    | 0    | 千代翔馬 | 4    | 2    | 剣翔   | 4    | 1    | 照強     | 1    | 1    |
| 照ノ富士 | 0    | 1    | 栃ノ心   | 2    | 0    | 翔猿   | 5    | 0    | 友風     | 0    | 2    |
| 錦木     | 2    | 2    | 錦富士   | 3    | 2    | 伯桜鵬 | 1    | 2    | 豊昇龍   | 1    | 7    |
| 北青鵬   | 1    | 3    | 北勝富士 | 2    | 1    | 御嶽海 | 7    | 0    | 水戸龍   | 0    | 2    |
| 翠富士   | 3    | 1    | 明生     | 3    | 4    | 豊山   | 1    | 0    | 竜電     | 2    | 2    |
| 狼雅     | 2    | 0    | 若隆景   | 0    | 5    | 若元春 | 4    | 3    |          |      |      |

## 改名歴
- 坂口 雄貴（さかぐち ゆうき）2016年3月場所 - 2017年1月場所
- 平戸海 雄貴（ひらどうみ -）2017年3月場所 -